# 광탄중학교
광탄중학교(廣灘中學校)는 대한민국 경기도 파주시 광탄면 신산리에 있는 사립 중학교이다.

## 학교 연혁
- 1966년 11월 19일 : 학교법인 광탄학원 설립인가
- 1966년 11월 19일 : 초대 이사장 민경식 선생 취임
- 1966년 12월 19일 : 광탄중학교 설립 인가 (6학급)
- 1967년 3월 1일 : 초대 교장 민윤식 선생 취임
- 1970년 1월 24일 : 광탄중학교 제1회 졸업식 거행
- 1970년 3월 1일 : 광탄중학교 축구부 창단
- 1970년 3월 1일 : 배구부, 육상부, 빙상부 창단
- 1994년 6월 25일 : 축구부 재창단
- 2000년 3월 2일 : 사물놀이부 창단
- 2003년 3월 1일 : 16학급 편성
- 2010년 3월 1일 : 특수학급 1학급 편성
- 2014년 3월 1일 : 경기도교육청 혁신예비학교 선정(2014.03.01.~2015.02.28.)
- 2017년 3월 1일 : 제11대 교장 최한용 선생 취임
- 2018년 3월 1일 : 교육부 선정 연계자유학년제 시범운영교(2018.03.01.~2020.02.29.)
- 2023년 3월 1일 : 인공지능(AI)선도학교 지정, 디지털 선도학교 지정, 인구교육선도학교, 탄소중립 중점학교
- 2024년 1월 4일 : 제55회 졸업 (누적 9,034명)

## 참고 자료
- 광탄중학교 - 한국교육학술정보원 학교알리미